# Центральное отделение банка Société Générale
Центральное отделение банка «Сосьете Женераль» (фр. Siège central de la Société Générale) — здание главного клиентского офиса банка «Сосьете Женераль» (ранее также являвшееся его штаб-квартирой) в Париже (Франция), расположено в IX округе по адресу Бульвар Осман 29-31.
Занимает обширный участок между Гранд-Опера́ и главным универмагом «Галери Лафайет».
С 1977 года находится под охраной государства как исторический памятник.

## История
В начале XX века правление основанного в 1864 году банка Société Générale решило построить для своего офиса, до той поры расположенного по адресу Рю де Прованс 54-56, здание гораздо большего размера. Выбор пал на обширный комплекс из семи строений, возведение которых было начато в 1867 году архитектором Шарлем Роо де Флери в ходе инициированной бароном Османом перестройки Парижа.
2 апреля 1906 года банк оформил покупку и сразу же поручил архитектору Жаку Эрману начать занявшую пять лет реконструкцию. При этом использовались как самые инновационные технологии для строительства (стальные конструкции и железобетон), так и самые дорогие материалы для украшения (мрамор, бронза, мозаика и витражное стекло). При реконструкции в здании было устроено центральное отопление и проведена полная электрификация (одна из первых в Париже).
26 июня 1912 года в присутствии председателя правления Société Générale барона Эли д’Уасселя (фр. Hély d'Oissel) состоялось открытие центрального отделения. В 1915 году банк официально сделал его своей штаб-квартирой. В 1919 году были проведены дополнительные работы по совершенствованию здания.
Сегодня это по-прежнему главный клиентский офис банковской группы, а штаб-квартира переехала в комплекс небоскрёбов «Башни Société Générale» в деловом квартале La Défense.
В 2011 году, к столетию с окончания реконструкции, была проведена полная реставрация под руководством архитектора Урсулы Бьюзо (фр. Ursula Biuso).

## Архитектура
Внешний вид зданий, характерный для стиля Второй империи, почти не изменился. Основное изменение фасада при реконструкции — окна первого этажа, в которых ранее размещались витрины магазинов, были оформлены полукруглыми арками. Кроме того, был добавлен главный вход с бульвара Осман с треугольным фронтоном, украшенным скульптурной аллегорией «Город в окружении Реки и Меркурия», работы скульптора Жана Люка (фр. Jean Luc). В 1919 году под фронтоном были установлены шесть статуй того же автора, символизирующих торговлю и промышленность.
Все внутренние перекрытия были полностью разрушены и заменены новыми из стали и железобетона — это один из первых случаев «фасадизма» в Париже. Интерьеры были перепроектированы в актуальном на тот момент стиле ар нуво.
Площадь, занимаемая зданием, — около 2600 м².

### Главный зал
Зал трапециевидной формы занимает большую часть здания и увенчан ажурным декоративным куполом с остеклением работы мастера-стеклодува Жака Галлана (фр. Jacques Galland) в металлическом каркасе производства компании «Moisant-Laurent & Savey». Купол достигает высоты 25 м, его центральная розетка имеет диаметр 18 м, прямо под ним расположена огромная круглая стойка с открытыми рабочими местами банковских клерков. На четырёх больших аркадах купола изображены главные города Франции того времени — Париж, Лион, Марсель и Бордо; в углах — четыре больших монограммы «SG».
Четырнадцать бронзовых медальонов в оформлении зала представляют другие крупные города, где на тот момент присутствовал банк — в частности Тулуза, Дижон, Нанси, Лилль и Гавр. Зал также украшен металлическими решетками с мотивами дубовых листьев и желудей (символ власти и солидности) и листьев акантa (символ победы). Пол вымощен мозаикой работы мастеров-керамистов Альфонса Жентиля и Франсуа-Эжена Бурде. Двенадцать декоративных резных медных пластин прикрывают вентиляционные и отопительные отверстия.
Работы 1919 года добавили к помещению надстройки для установки дополнительных офисных рабочих мест, чтобы удовлетворить быстро растущую клиентуру.

### Хранилище
Банковское хранилище выполнено по американским образцам того времени. Оно расположено под главным залом и состоит из четырёх железобетонных уровней, самый нижний из которых залегает на глубине 11 м. Хранилище содержит 8134 отделения, расположенные в 399 сейфах, а также 22 укрепленных комнаты.
Главная круглая дверь хранилища весом 18 тонн, толщиной 40 см и диаметром 2,76 м, изготовлена из бронированной стали компанией Fichet-Bauche. За ней расположен бронированный тамбур весом около 5 тонн.

## В искусстве
До реконструкции художник-импрессионист Гюстав Кайботт и его брат Марсиаль Кайботт длительное время снимали в доме 31 угловую квартиру на пересечении бульвара Османа и улицы Глюк. Здесь Гюстав написал несколько картин, в том числе изображающих и само здание.

## Галерея

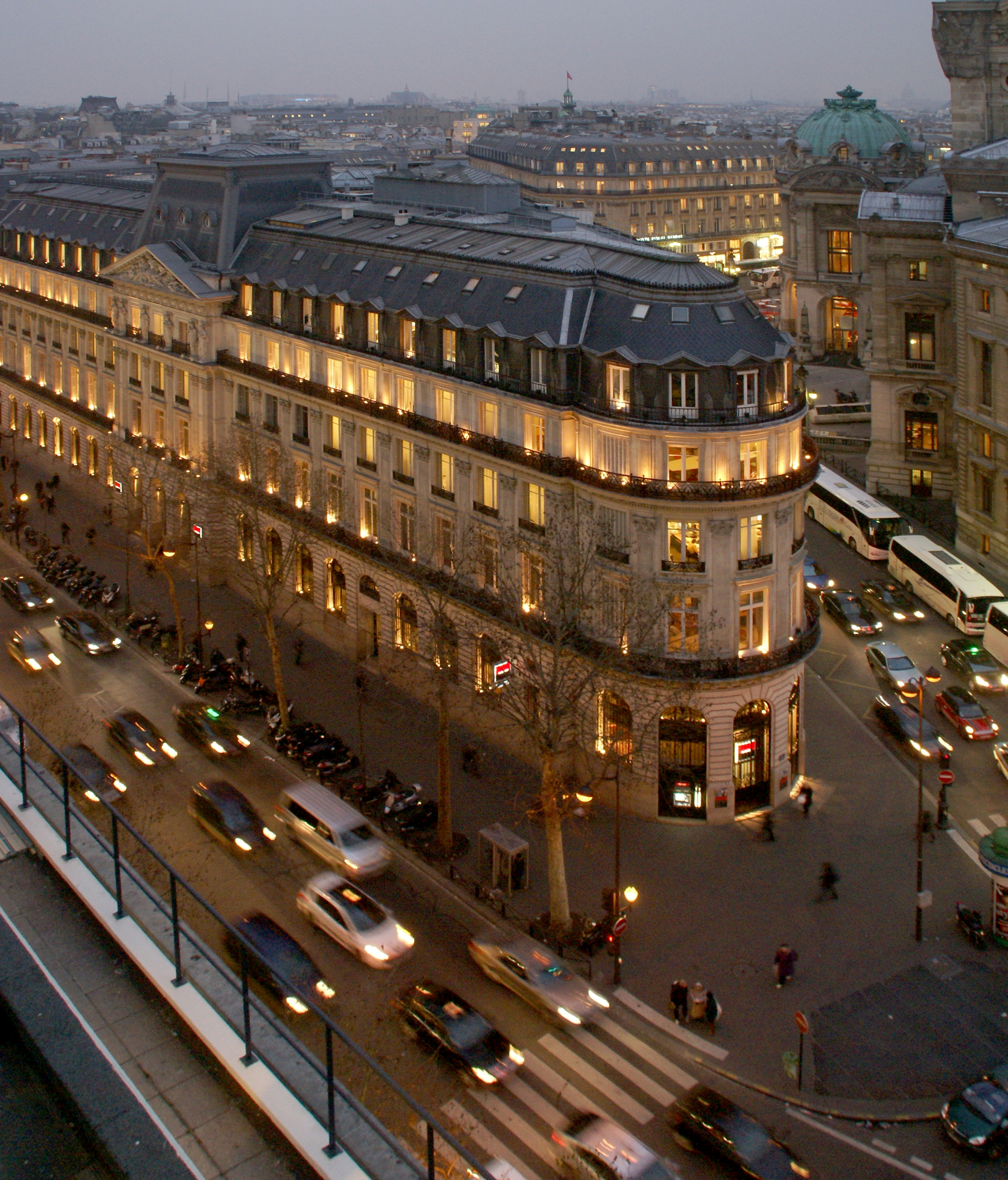
Вид на здание в сумерках
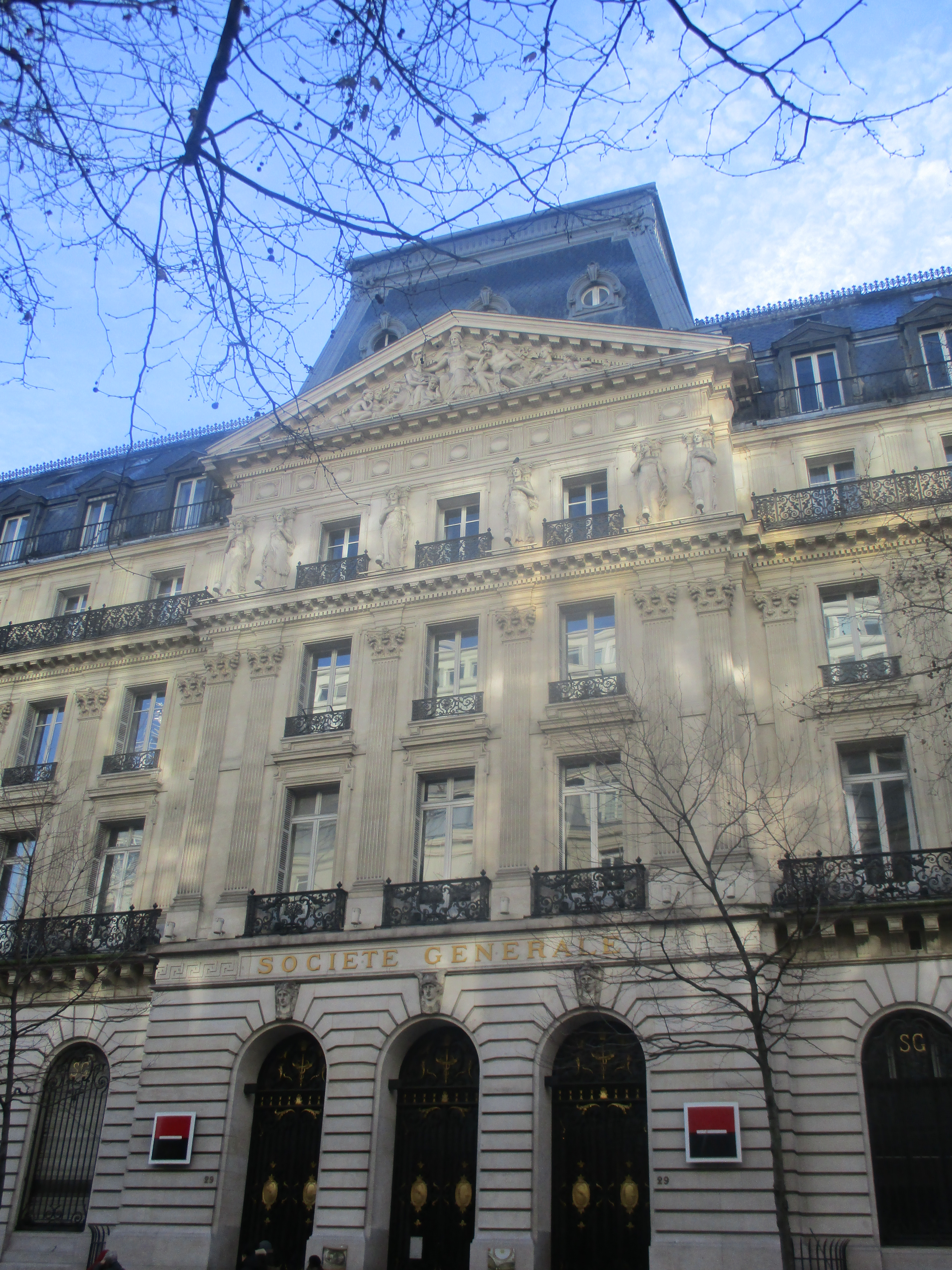
Главный вход с бульвара Осман
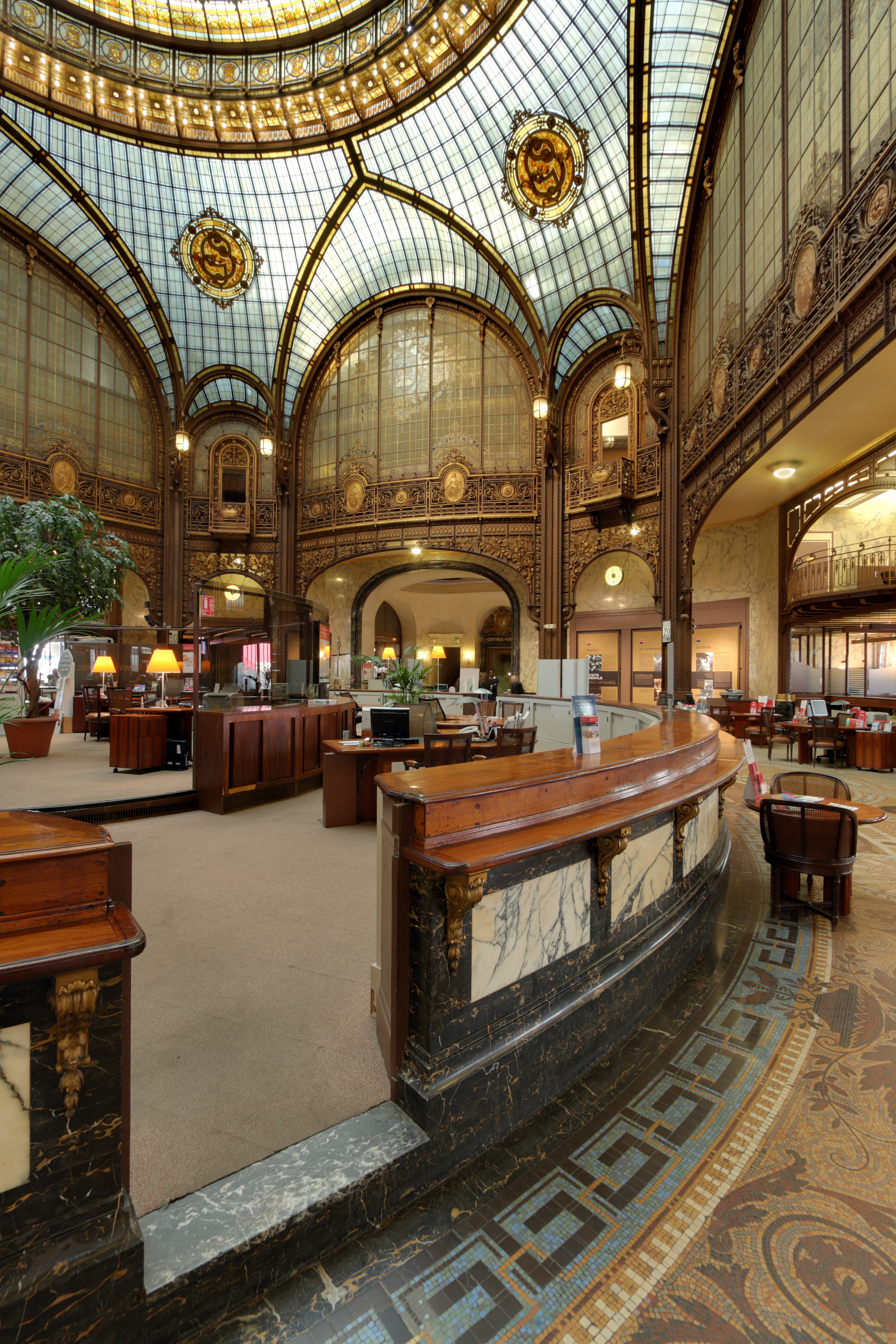
Главный зал с круглой стойкой
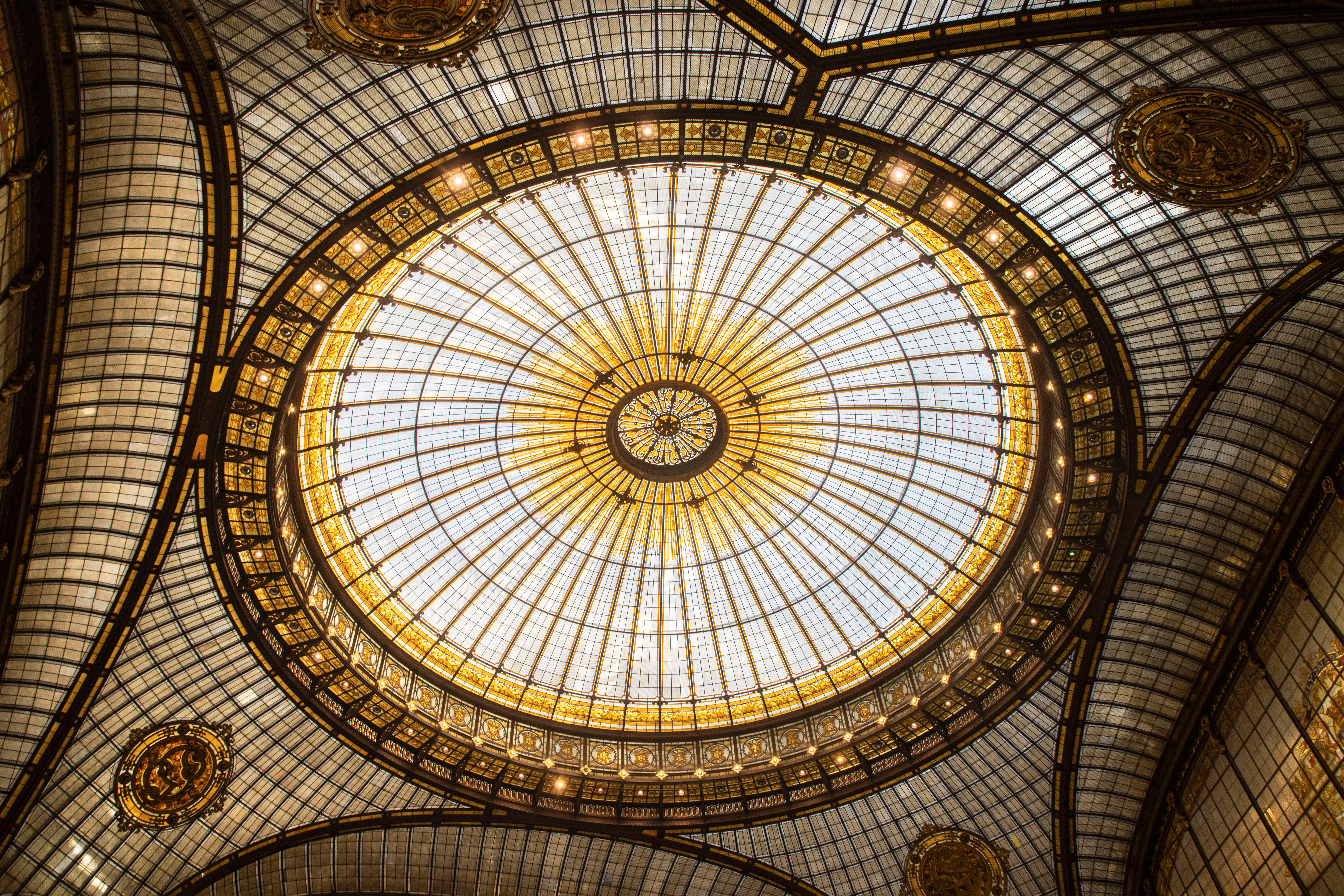
Купол главного зала
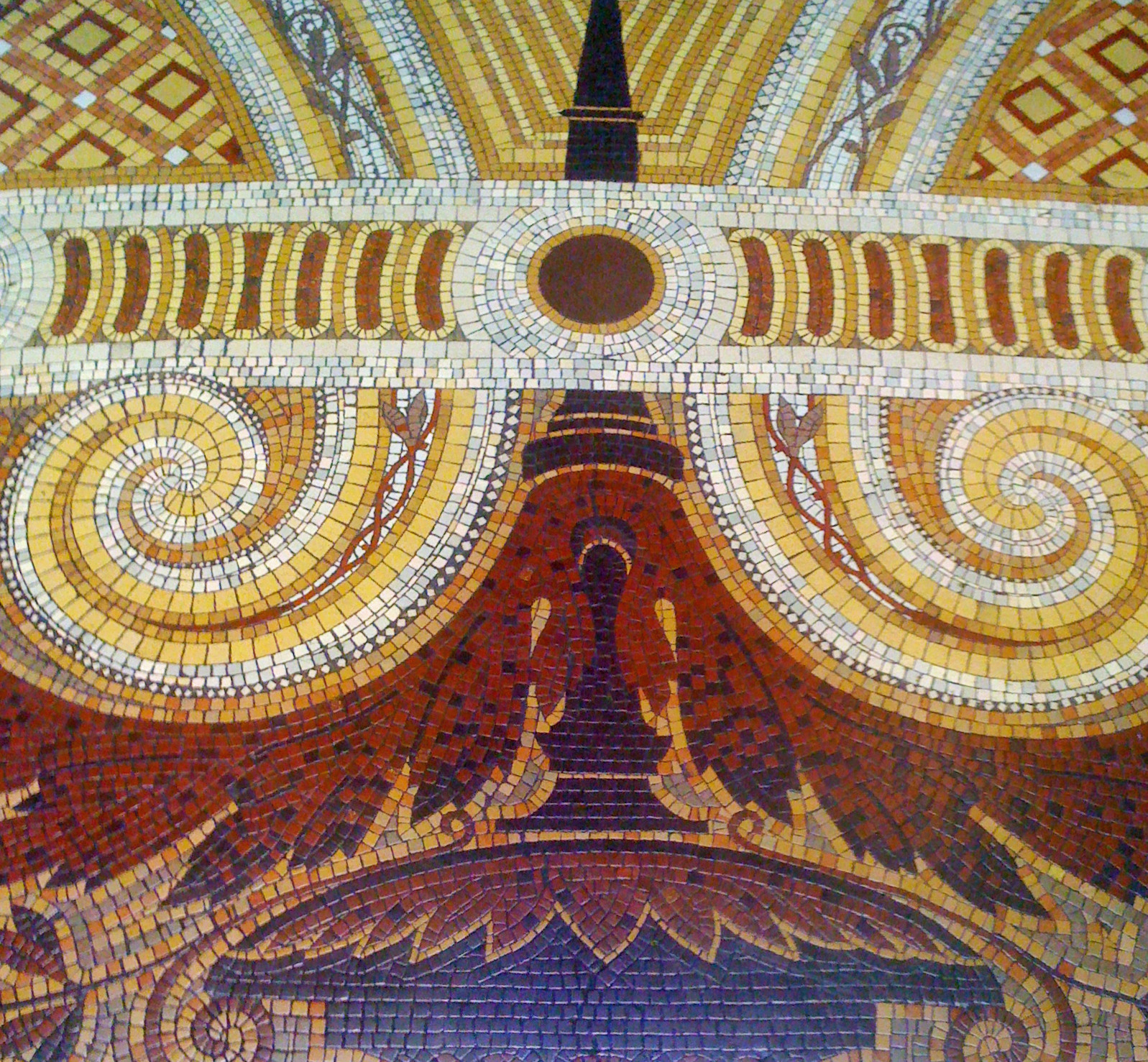
Детали напольной мозаики главного зала
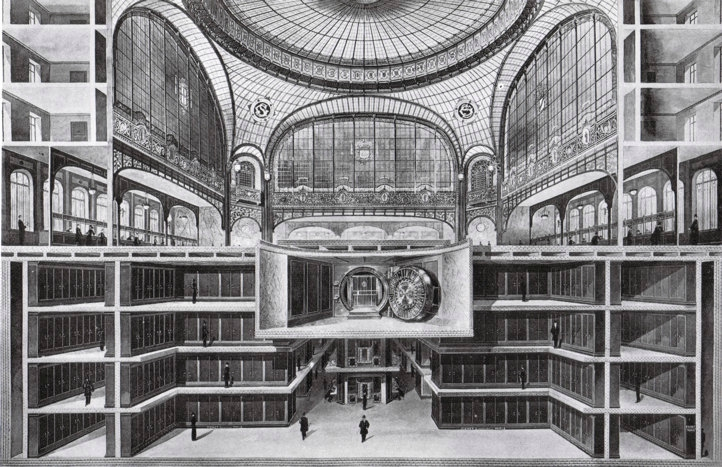
Гравюра с планом хранилища
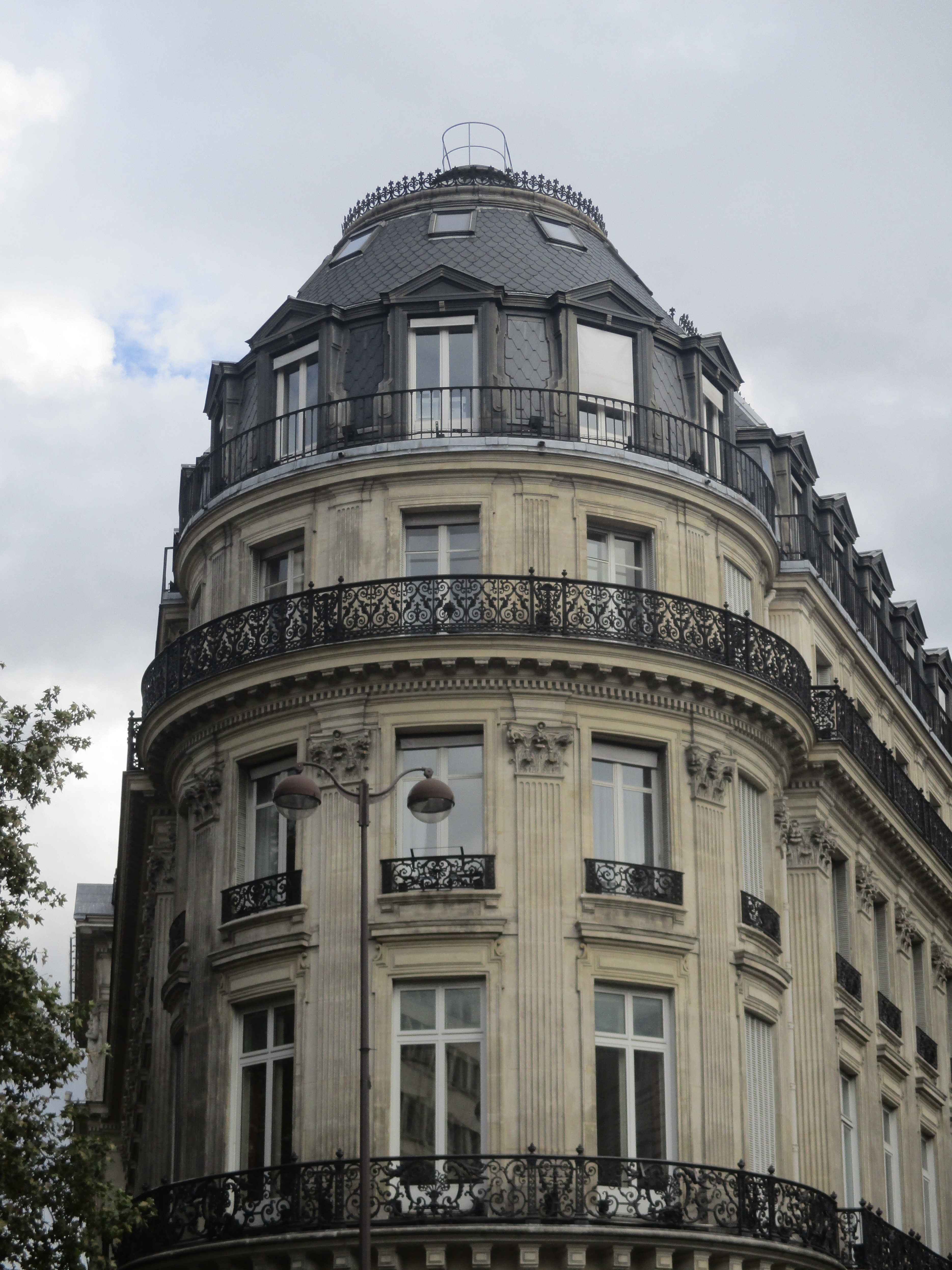
Гюстав Кайботт с братом жили на верхнем этаже в ротонде
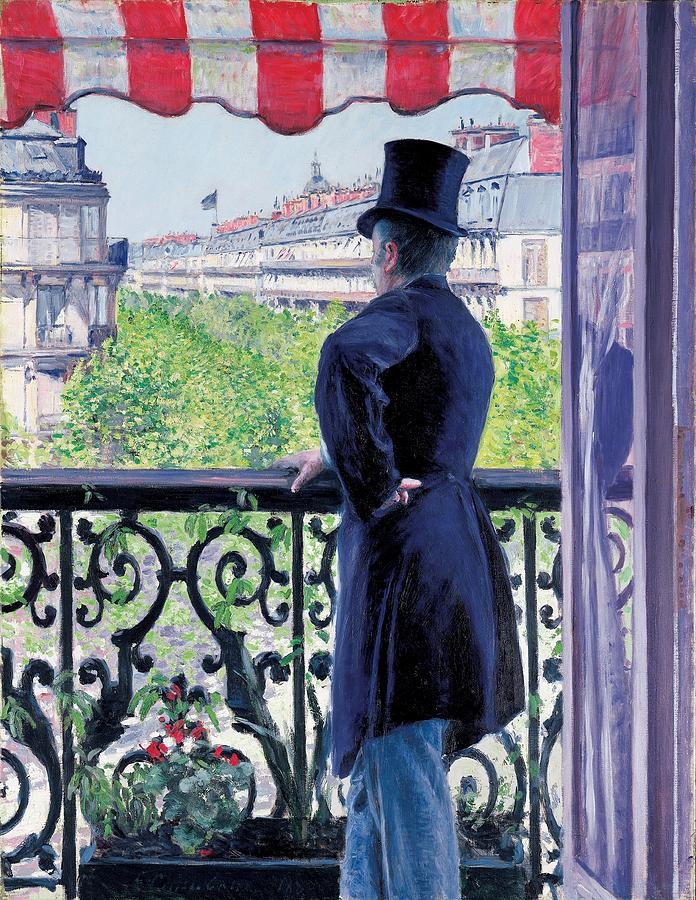
Гюстав Кайботт, «Мужчина на балконе, бульвар Осман» (фр. L'homme au balcon, boulevard Haussmann), 1880